# Sandusky Auto Parts & Motor Truck Company
Sandusky Auto Parts & Motor Truck Company war ein US-amerikanischer Hersteller von Kraftfahrzeugen.

## Unternehmensgeschichte
Das Unternehmen wurde 1911 in Sandusky in Ohio gegründet. Es stellte hauptsächlich Nutzfahrzeuge her. Außerdem entstanden einige Personenkraftwagen. Der Markenname lautete Sandusky. 1914 endete die Produktion. Das Unternehmen ging in den Bankrott. The Akron Beacon Journal berichtete am 3. März 1914 darüber.
Dauch Manufacturing Company aus der gleichen Stadt übernahm die Reste des Unternehmens und stellte Traktoren her.

## Fahrzeuge
Von den Pkw wurden nur zwei oder drei Stück hergestellt.
Die Lastkraftwagen waren in zwei unterschiedlichen Größen erhältlich. Überliefert ist ein 1,5-Tonner. Er hatte einen wassergekühlten Vierzylindermotor mit 3,75 Zoll (88,9 mm) Bohrung, 5 Zoll (127 mm) Hub und 3153 cm³ Hubraum. Er trieb über ein Dreiganggetriebe die Hinterachse an. Das Fahrgestell hatte 269 cm Radstand und 142 cm Spurweite.